# Cladonia sipmanii
Cladonia sipmanii är en lavart som beskrevs av Ahti. Cladonia sipmanii ingår i släktet Cladonia och familjen Cladoniaceae.   Inga underarter finns listade i Catalogue of Life.